# 东城街道 (吉林市)
东城街道，是中华人民共和国吉林省吉林市龙潭区下辖的一个乡镇级行政单位。

## 行政区划
东城街道下辖以下地区：
龙山社区和天太村。